# Titularerzbistum Apamea in Syria dei Siri
Apamea in Syria dei Siri (ital.: Apamea di Siria dei Siri) ist ein Titularerzbistum der katholischen Kirche, das vom Papst an Titularerzbischöfe der mit Rom unierten Syrisch-katholischen Kirche vergeben wird.
Es geht zurück auf einen untergegangenen Bischofssitz in der Stadt Apameia in der römischen Provinz Syria Coele bzw. in der Spätantike Syria salutaris in Zentralsyrien.
| Titularerzbischöfe von Apamea in Syria dei Siri |                                                   |                                                                         |              |                 |
| Nr.                                             | Name                                              | Amt                                                                     | von          | bis             |
| 1                                               | Clément Ignace Mansourati Erzbischof pro hac vice | Weihbischof im Syrisch-katholischen Patriarchat von Antiochia (Libanon) | 6. Juli 1963 | 11. August 1982 |